# Гарет Макклірі
Гарет Макклірі (англ. Garath McCleary, нар. 15 травня 1987, Оксфорд) — ямайський футболіст, нападник клубу «Віком Вондерерз».
Виступав, зокрема, за клуби «Слау Таун», «Бромлей» та «Ноттінгем Форест», а також національну збірну Ямайки.

## Клубна кар'єра
Народився 15 травня 1987 року в місті Оксфорд. Вихованець футбольної школи клубу «Оксфорд Юнайтед».
У дорослому футболі дебютував 2005 року виступами за команду клубу «Слау Таун», в якій провів один сезон, взявши участь у 89 матчах чемпіонату. Більшість часу, проведеного у складі, був основним гравцем атакувальної ланки команди.
Своєю грою за цю команду привернув увагу представників тренерського штабу клубу «Бромлей», до складу якого приєднався 2006 року. За який відіграв наступні два сезони своєї ігрової кар'єри.
2008 року уклав контракт з клубом «Ноттінгем Форест», у складі якого провів наступні чотири роки своєї кар'єри гравця. Граючи у складі «Ноттінгем Форест» також здебільшого виходив на поле в основному складі команди.
До складу клубу «Редінг» приєднався 2012 року. Відтоді встиг відіграти за клуб з Редінга 242 матчі в національному чемпіонаті.
4 листопада 2020 року Макклірі перейшов до клубу «Віком Вондерерз». 5 грудня 2020 року відзначився забитим м'ячем в матчі проти «Престон Норт-Енд», гра завершились внічию 2–2.

## Виступи за збірну
2013 року дебютував в офіційних матчах у складі національної збірної Ямайки. Наразі провів у формі головної команди країни 23 матчі, забивши 3 голи.
У складі збірної був учасником розіграшу Золотого кубка КОНКАКАФ 2015 року в США та Канаді, де разом з командою здобув «срібло», розіграшу Кубка Америки 2015 року в Чилі, розіграшу Кубка Америки 2016 року в США.

## Титули і досягнення
- Срібний призер Золотого кубка КОНКАКАФ: 2015